# قطقاط مطوق صغير

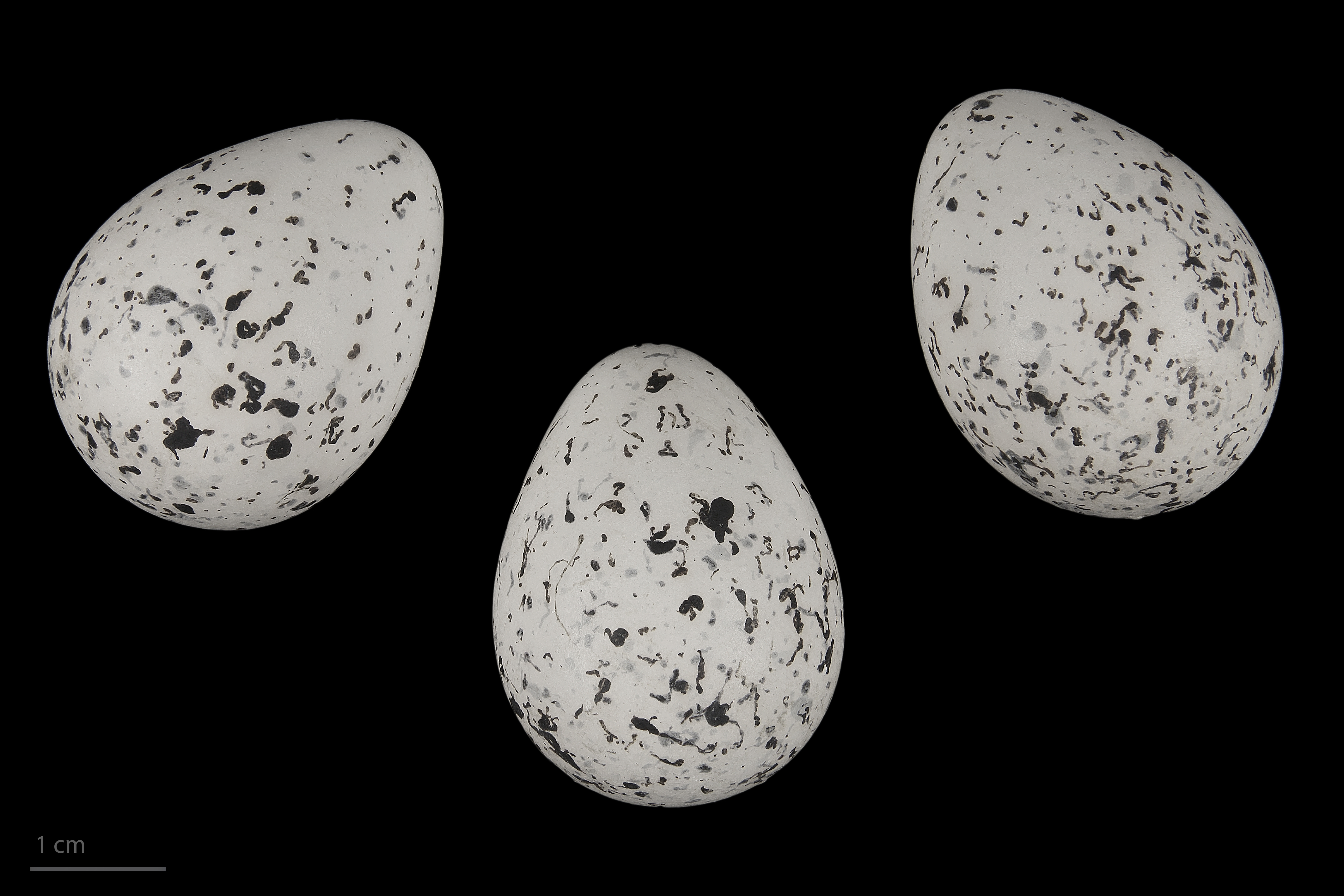
Charadrius dubius curonicus

زقزاق غامض أو قطقاط مطوق صغير أو أبو الرؤوس الصغير (الاسم العلمي: Charadrius dubius) هو نوع من الطيور يتبع جنس الزقزاق من فصيلة الزقزاقية.